# Особисто я, особисто тобі
Особисто я, особисто тобі — твір Івана Байдака, українського сучасного письменника, написаний у 2013 році. Виданий видавництвом «Крок».

## Про автора
Іван Байдак — сучасний український письменник-прозаїк. Навчався в Гусятинській загальноосвітній школі (1996—2006) та на факультеті іноземних мов Львівського національного університету імені Івана Франка (2006—2012, філолог, менеджер із масових комунікацій). Проходив професійні стажування у Віденському університеті та коледжі міста Монтеррей (Мексика). Учасник низки літературних фестивалів, як-от Львівський форум видавців, Київські лаври, Арсенал (Київ), фестиваль «Ї» (Тернопіль), «Artgnosis» (Вінниця), Targi Książki (Краків), Miesiąc Lwowski we Wrocławiu | Europejska Stolica Kultury (Вроцлав) та інших.

## Анотації
Ніщо не дається легко, завжди потрібно боротись за те, чого ти дійсно прагнеш і давати шанс собі, а можливо, не тільки й собі.

## Герої
Юра — головний герой, Саша — головна героїня. Усі події описуються довкола цих двох осіб. Присутні й другорядні герої.

## Головна думка
Головна думка твору — розкрити психологію стосунків, показати, які вони у реальному сучасному світі.

## Сюжет
Юра — звичайний тридцятирічний хлопець, який має звичайне життя як для успішного програміста у великій компанії. Має власну квартиру, багато дівчат, як сказала б я, львівський Дон Жуан. Юра ніколи не замислювався про серйозні стосунки, і, навіть, не уявляв, що колись, у його житті з'явиться Вона. Саша — студентка з Києва, яка приїхала на екскурсію до історичного міста Лева. І тут, доля їх з'єднала. Саме ця дівчина повністю змінила Юру зсередини. Він змінюється, і прагне бути з нею, але купа обставин, та й, власне, небажання Саші, його постійно відштовхує назад. Як зауважив автор ув одному зі своїх інтерв'ю: «Довіра — це основне. Коли ти чесний перед людьми, ти чесний перед самим собою».
Саме про це описує Іван Байдак у творі, головний герой довгий час не міг бути чесним із самим собою, але врешті-решт, він знайшов вихід. Однак, хто б на вашому місці здався, коли розумієш, що втрачаєш людину всього свого життя? От і Юра продовжував виборювати своє право бути поруч із нею. Автор не стримується і описує все, як є в реальному житті. Багато сексу, непотрібних розмов, а потім прохань про все забути. Жорстокий бік стосунків.

## Особливості
Особливим є те, що саме читач обирає долю своїх героїв, за допомогою мапи, яка є на початку книги. Вона скеровує Вас за Вашою інтуїцією. Дуже цікавим є те, що кінець, у будь-якому випадку, буде однаковим. Цей задум автора неймовірний. Він дозволяє поринути у цю історію з головою.